# Homothermon drumonti
Homothermon drumonti är en skalbaggsart som beskrevs av Soula 2008. Homothermon drumonti ingår i släktet Homothermon och familjen Rutelidae. Inga underarter finns listade i Catalogue of Life.